# Luigi Chiarini (abad)
Luigi Chiarini es un abad italiano. Es cononcido como traductor del Talmud (Talmud de Babilonia y Talmud de Jerusalén) en francés.

## Biografía
Profesor de Lenguas y Antigüedades Orientales en la Real Universidad de Varsovia (1826). Autor de: "Teoría del judaísmo, aplicada a la reforma de los israelitas de todos los países de Europa y al mismo tiempo sirviendo como un trabajo preparatorio para la versión del Thalmud de Babilonia" (1830).
Su traducción del Talmud fue apoyada por el zar Nicolás I de Rusia.
Es el maestro de hebreo de Albert Kazimirski de Biberstein.

## Obras
- Wikisource contiene una copia francés Luigi Chiarini (abad).

Le Talmud de Babylone traduit en langue française et complété par celui de Jérusalem et par d'autres monumens de l'antiquité judai͏̈que en Wikisource francés
- Fragment d'astronomie chaldéenne découvert dans le prophète Ezéchiel et éclairci par l'abbé C. Chiarini / Louis-A. Chiarini / Leipsig : J. A. G. Weigel , 1831
- Observations sur un article de la "Revue encyclopédique", dans lequel on examine le projet de traduire le Talmud de Babylone... / par l'abbé L. Chiarini... / Paris : impr. de F. Didot , 1829
- Théorie du Judaïsme, appliquée à la réforme des Israélites de tous les pays de l'Europe, et servant en même temps d'ouvrage préparatoire à la versión du Thalmud de Babylone / par l'Abbé L. A. Chiarini / Paris : J. Barbezat , 1830
- Le Talmud de Babylone traduit en langue française et complété par celui de Jérusalem et par d'autres monumens de l'antiquité judai͏̈que [Texte imprimé / par l'abbé L. Chiarini / Leipzig : J.A.G. Weigel , 1831]